# Мандрик Віталій Олегович
Віта́лій Оле́гович Ма́ндрик (12 квітня 1987 — 23 лютого 2015) — український кікбоксер та майстер рукопашного бою і правоохоронець, старший лейтенант МВС України.

## Життєвий шлях
Майстер спорту з рукопашного бою, багато разів брав участь і займав призові місця на чемпіонатах України.
Службу в органах внутрішніх справ розпочав у Красноармійському міськвідділі, дільничний інспектора міліції. 2011 року перевівся до обласного УБОЗ, старший лейтенант міліції, оперуповноважений відділу швидкого реагування спецпідрозділу «Сокіл» Управління по боротьбі з організованою злочинністю ГУМВС України в Донецькій області.
23 лютого 2015-го троє співробітників спецпідрозділу «Сокіл» з працівником ДАІ в Маріуполі на вулиці Пашковського зупинили автомобіль «ДЕУ» для перевірки, де виявились терористи, які відкрили вогонь. Внаслідок боєзіткнення Віталій зазнав вогнепального поранення в голову, від якого помер, ще двоє співробітників були поранені. В автомобілі було знайдено сумку з вибухівкою.
Без Віталія лишилися дружина та донька Діана 2014 р.н.
Похований в Покровську.

## Нагороди та вшанування

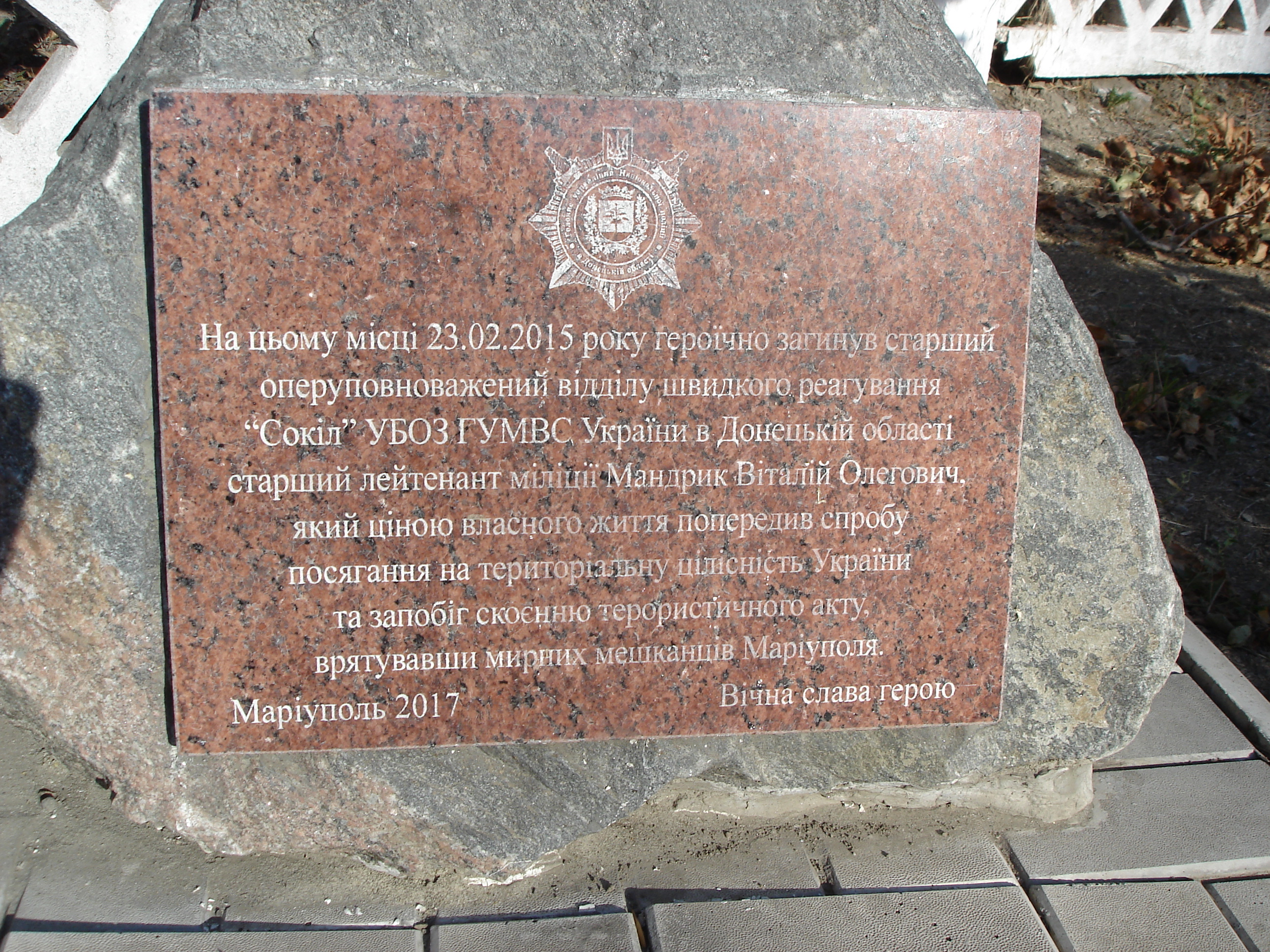
Пам'ятний знак на місті загибелі

- Указом Президента України № 270/2015 від 15 травня 2015 року — орденом «За мужність» III ступеня (посмертно)[1]
- іменем Віталія Мандрика названо вулицю у Покровську (колишня назва — «вулиця Фрунзе»).
- 23 лютого 2016 року на фасаді будівлі Покровського відділу поліції (розташованого на вулиці Віталія Мандрика) відкрито меморіальну дошку його честі.
- почесний громадянин Маріуполя (квітень 2018, посмертно)